# 시월 라이트

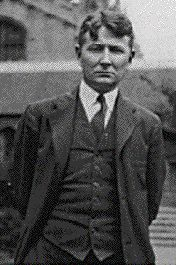
시월 라이트

시월 라이트(Sewall Wright, 본명: Sewall Green Wright FRS (For) ForHonorary FRSE, 1889년 12월 21일 – 1988년 3월 3일)는 진화론에 대한 영향력 있는 연구와 경로 분석에 대한 연구로 유명한 미국의 유전학자였다. 로널드 피셔(Ronald Fisher), 존 버든 샌더슨 홀데인(J. B. S. Haldane)과 함께 집단유전학의 창시자였으며, 이는 유전학과 진화를 결합한 현대 종합 발전의 주요 단계였다. 혈통 동물의 근친 교배 계수와 이를 계산하는 방법을 발견했다. 이 연구를 집단으로 확장하여 무작위 유전적 표류의 결과로 집단 구성원 간의 근친 교배 양을 계산했으며, 피셔와 함께 자연 선택의 상호 작용의 결과로 집단 간의 유전자 빈도 분포를 계산하는 방법, 돌연변이, 이동 및 유전적 부동을 개척했다. 라이트는 또한 포유류 및 생화학적 유전학에 큰 공헌을 했다.